# Kloster in der Au (Trachslau)

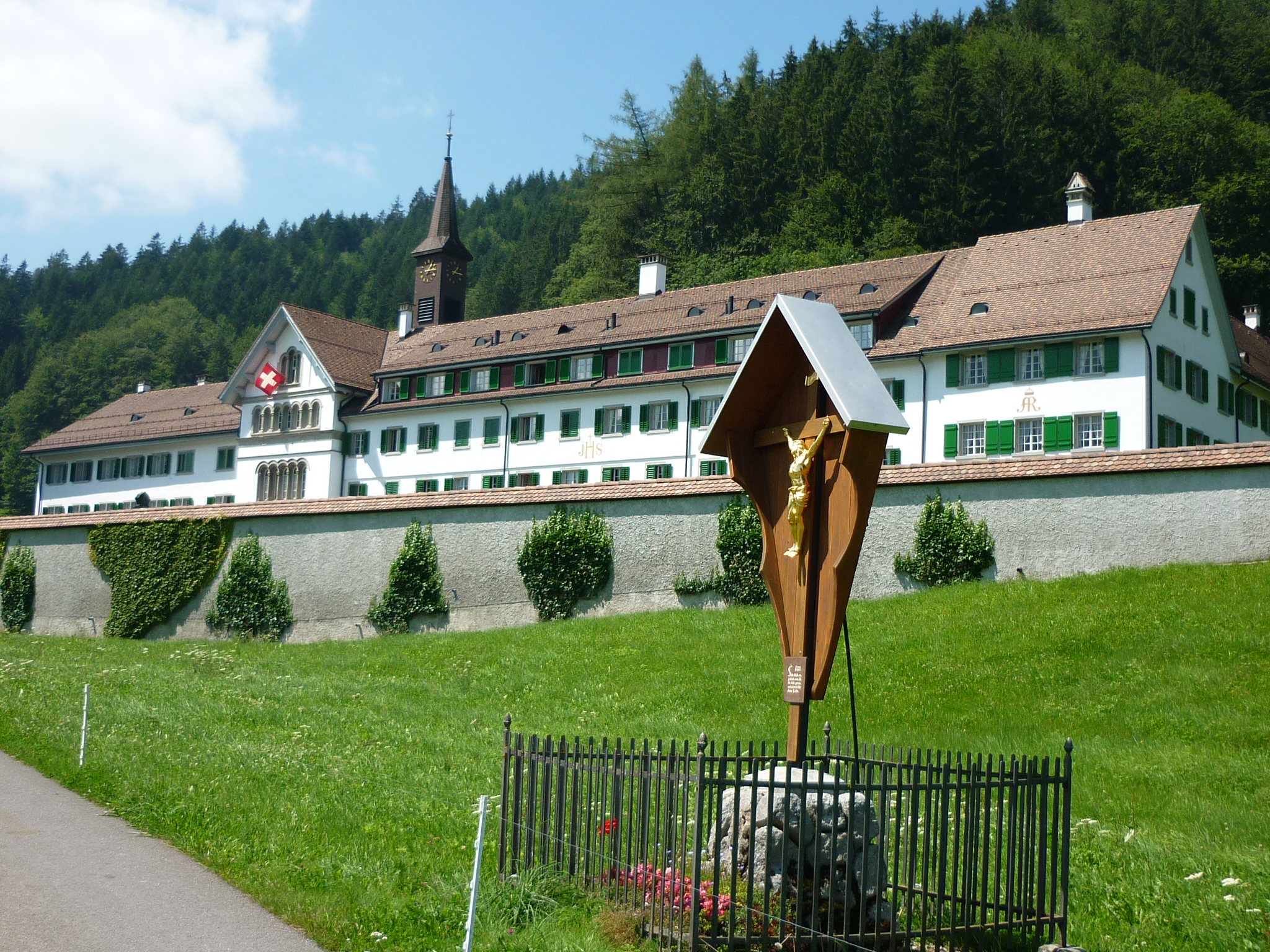
Frauenkloster Au

Das Kloster in der Au, häufig nur Frauenkloster Au genannt, ist ein Benediktinerinnenkloster im Viertel Trachslau in der Gemeinde Einsiedeln im Kanton Schwyz. Im Januar 2017 lebten 13 Schwestern im Kloster Au. 2023 wählten sie als ihre Priorin Schwester Felizitas Elmiger. Das Kloster gehört der Schweizerischen Benediktinerinnenföderation an.

## Geschichte
Die Ursprünge des Klosters liegen in vier Waldschwesternhäusern, die um 1359 im Alpthal urkundlich erwähnt wurden. Um 1400 bestand die Klostergemeinschaft aus etwa 40 Schwestern. Im Jahre 1535 wurden die drei zur Reformationszeit bestehenden Häuser am heutigen Standort zusammengelegt. Unter dem Einfluss des Abts von Einsiedeln Augustin Hofmann übernahmen die Schwestern, im Jahr 1617, die Regeln des heiligen Benedikt.
Die erste Kirche in der Au wurde 1600 begonnen, das Kloster folgte 1619. Mit der Annahme von strengeren  Klausurbestimmungen wurde 1683 ein Gasthausflügel notwendig. Nur ein Jahr später brannte das Kloster fast vollständig ab. Nach dem Wiederaufbau blieb die Klosteranlage bis 1881, dem Neubau der Kirche, unverändert. Die heutige Klosterkirche wurde 1972 durch Hansueli Steinmann erbaut.
Von hier aus kommend gründete Sabina Schneider im Jahr 1862 zusammen mit drei weiteren Schwestern  das Kloster Marienburg (Ofteringen). Das römische Dekret von 1984 verlieh dem Kloster den Status einer Abtei.